# Sagadi
Sagadi es un pueblo ubicado en el municipio de Haljala, en el condado de Lääne-Viru, Estonia.

## Superficie
Posee una superficie de 16,98  kilómetros cuadrados.

## Demografía
Hasta 2021 la población era de 62 habitantes, con una densidad de población de 3,651 habitantes por kilómetro cuadrado.